# ازوونکو ژیوکوویچ
ازوونکو ژیوکوویچ (انگلیسی: Zvonko Živković؛ زادهٔ ۳۱ اکتبر ۱۹۵۹) بازیکن فوتبال اهل یوگسلاوی بود.
از باشگاه‌هایی که در آن بازی کرده‌است می‌توان به باشگاه فوتبال دیژون، باشگاه فوتبال فورتونا دوسلدورف، باشگاه فوتبال بنفیکا، و باشگاه فوتبال پارتیزان اشاره کرد.
وی همچنین در تیم‌های ملی فوتبال Yugoslavia national under-20 football team و یوگسلاوی بازی کرده‌است.